# Distretto elettorale di Okaku
Il distretto elettorale di Okaku è un distretto elettorale della Namibia situato nella Regione dell'Oshana con 19.007 abitanti al censimento del 2011. Il capoluogo è la città di Okaku.